# XIe législature du Parlement valencien
La XIe législature du Parlement valencien est un cycle parlementaire du Parlement valencien, d'une durée initiale de quatre ans, ouvert le 26 juin 2023 à la suite des élections du 28 mai précédent.

## Bureau du Parlement
Le bureau du Parlement valencien rassemble le président, deux vice-présidents et deux secrétaires. Le président est élu à la majorité absolue des députés au premier tour, à la majorité simple au second entre les deux candidats ayant recueilli le plus grand nombre de suffrages lors du premier vote. Les vice-présidents et secrétaires sont élus à la majorité simple : les deux candidats qui obtiennent le plus grand nombre de voix sont proclamés élus. Toutefois, les deux vice-présidents sont nécessairement de sexe opposé ; la première vice-présidence étant occupée par le candidat ayant remporté le plus de voix parmi les candidats du sexe opposé à celui élu président des Cortes. La même disposition s'applique pour l'élection des secrétaires ; le premier secrétaire étant le candidat du sexe opposé à celui occupant la seconde vice-présidence.
| Poste                   | Titulaire         | Parti | Parti     | Circonscription |
| ----------------------- | ----------------- | ----- | --------- | --------------- |
| Présidente              | Llanos Massó      |       | Vox       | Castellón       |
| Premier vice-président  | Alfredo Castelló  |       | PP        | Valence         |
| Seconde vice-présidente | Gabriela Bravo    |       | PSOE      | Valence         |
| Premier secrétaire      | Víctor Soler      |       | PP        | Valence         |
| Seconde secrétaire      | María Josep Amigó |       | Compromís | Valence         |

## Groupes parlementaires
Le règlement du Parlement valencien dispose que les députés issus d'une même candidature ont le droit de former un groupe parlementaire, à condition qu'il compte au moins 3 membres. Les députés appartenant à un même parti ne peuvent former de groupes parlementaires séparés. Les députés ne peuvent intégrer que le groupe parlementaire du parti politique pour lequel ils ont concouru aux élections. L'ensemble des députés membres des candidatures n'ayant pas obtenu le nombre suffisant de députés pour constituer un groupe propre sont intégrés au groupe mixte. Dans le cas où le groupe mixte est composé de députés appartenant à plusieurs candidatures, chaque groupe de députés issus de la même candidature a le droit de former un groupement au sein de celui-ci.
| Nom | Nom               | Début | Fin | Président                         | Porte-parole                                       |
| --- | ----------------- | ----- | --- | --------------------------------- | -------------------------------------------------- |
|     | Groupe populaire  | 40    |     | Carlos Mazón                      | Miguel Barrachina                                  |
|     | Groupe socialiste | 31    |     | Ximo Puig Rosa Peris (19/12/2023) | Rebeca Mariola Torró Soler José Muñoz (19/12/2023) |
|     | Groupe Compromís  | 15    |     | -                                 | Joan Baldoví                                       |
|     | Groupe Vox        | 13    |     | -                                 | Ana Vega José María Llanos (01/01/2024)            |

## Commissions parlementaires
| Commission                                                                                | Président                       | Parti     | Parti | Circonscription |
| ----------------------------------------------------------------------------------------- | ------------------------------- | --------- | ----- | --------------- |
| Commissions permanentes législatives                                                      |                                 |           |       |                 |
| Commission de Coordination, d'Organisation et du Régime des institutions de la Généralité | Rubén Ibáñez                    | PP        |       | Castellón       |
| Commission de Coordination, d'Organisation et du Régime des institutions de la Généralité | Luis Martínez (05/10/2023)      | PP        |       | Castellón       |
| Commission de la Justice, de l'Intérieur et de l'Administration locale                    | José María Llanos               | Vox       |       | Valence         |
| Commission de l'Éducation et de la Culture                                                | Rosario Escrig                  | PP        |       | Alicante        |
| Commission de l'Éducation et de la Culture                                                | Candela Anglés (05/10/2023)     | PP        |       | Castellón       |
| Commission de l'Économie, des Budgets et des Finances                                     | Toni Gaspar                     | PSOE      |       | Valence         |
| Commission de l'Industrie, du Commerce, du Tourisme et des Nouvelles technologies         | Mónica Álvaro                   | Compromís |       | Castellón       |
| Commission de l'Agriculture, de l'Élevage et de la Pêche                                  | José Luis Aguirre               | Vox       |       | Valence         |
| Commission de l'Agriculture, de l'Élevage et de la Pêche                                  | Joaquín Alés (05/10/2023)       | Vox       |       | Valence         |
| Commission des Travaux publics, des Infrastructures et des Transports                     | Miriam Turiel                   | Vox       |       | Valence         |
| Commission de la Politique sociale et de l'Emploi                                         | Laura Chuliá                    | PP        |       | Valence         |
| Commission de la Politique sociale et de l'Emploi                                         | Magdalena González (05/10/2023) | PP        |       | Valence         |
| Commission de la Santé et de la Consommation                                              | Francisca Bartual               | PP        |       | Valence         |
| Commission de l'Environnement, de l'Eau et de l'Aménagement du territoire                 | María Gómez                     | PP        |       | Alicante        |
| Commission des Politiques d'égalité de genre et du collectif LGBTI                        | Elena Bastidas                  | PP        |       | Valence         |
| Commission de Radiotélévision valencienne et de l'Espace audiovisuel                      | Ruth Merino                     | PP        |       | Valence         |
| Commission de Radiotélévision valencienne et de l'Espace audiovisuel                      | Dolores Roch (05/10/2023)       | PP        |       | Valence         |
| Commissions permanentes non-législatives                                                  |                                 |           |       |                 |
| Commission du Règlement                                                                   | Llanos Massó                    | Vox       |       | Castellón       |
| Commission du Statut des députés                                                          | Llanos Massó                    | Vox       |       | Castellón       |
| Commission des Pétitions                                                                  | Llanos Massó                    | Vox       |       | Castellón       |
| Commission du Gouvernement intérieur                                                      | Llanos Massó                    | Vox       |       | Castellón       |
| Commission des Affaires européennes                                                       | Josefina Bueno                  | PSOE      |       | Alicante        |
| Commission des Affaires européennes                                                       | Ana Besalduch (05/10/2023)      | PSOE      |       | Castellón       |
| Commission des Droits de l'Homme                                                          | Pablo Broseta                   | PP        |       | Valence         |

## Gouvernement et opposition
| Candidat          | Date                                       | Vote       |    |      |           |     | Résultat |
| Candidat          | Date                                       | Vote       | PP | PSOE | Compromís | Vox | Résultat |
| Carlos Mazón (PP) | 13 juillet 2023 (majorité absolue requise) | Oui        | 40 |      |           | 13  | 53 / 99  |
| Carlos Mazón (PP) | 13 juillet 2023 (majorité absolue requise) | Non        |    | 31   | 15        |     | 46 / 99  |
| Carlos Mazón (PP) | 13 juillet 2023 (majorité absolue requise) | Abstention |    |      |           |     | 0 / 99   |

## Désignations

### Sénateurs
| Parti     | Parti                         | Sénateurs désignés       | Voix |
| --------- | ----------------------------- | ------------------------ | ---- |
| PP        |                               | Gerardo Camps Devesa     | 53   |
| PP        | Teresa María Belmonte Sánchez |                          | 53   |
| Vox       |                               | Fernando Carbonell Tatay | 53   |
| PSOE      |                               | Ximo Puig Ferrer         | 31   |
| PSOE      | Rocío Briones Morales         |                          | 31   |
| Compromís |                               | Enric Morera i Català    | 10   |

- Désignation : 27 juillet 2023.
- Ximo Puig (PSOE) est remplacé le 20 février 2024 par Eva María Redondo Gamero.